# Omitama

Omitama (小美玉市 Omitama-shi?) este un municipiu din Japonia, prefectura Ibaraki.